# 2013년 10월 죽음
다음은 2013년 10월에 사망한 저명한 인물 목록이다.
- 10월 1일
  - 미국의 소설가 톰 클랜시
  - 이탈리아의 배우 줄리아노 젬마
- 10월 3일 - 러시아의 농구인 세르게이 벨로프
- 10월 4일
  - 대한민국의 정치인 이중희
  - 베트남의 독립운동가, 군인, 정치인 보응우옌잡
- 10월 5일 - 이탈리아의 영화 감독, 영화 각본가, 작가 카를로 리차니
- 10월 7일
  - 대한민국의 역사가 남도영
  - 대한민국의 철학자 안병욱
  - 프랑스의 연출가, 영화 감독, 극작가, 배우 파트리스 셰로
- 10월 8일 - 대한민국의 가수 로티플 스카이
- 10월 9일
  - 벨기에의 정치인 빌프리트 마르턴스
  - 브라질의 배우 노마 벤겔
  - 인도의 배우 스리하리
- 10월 10일
  - 중화인민공화국의 정치인 정톈샹
  - 인도의 배우 쿠마르 팔라나
  - 일본의 배우, 성우 단 토모유키
- 10월 11일
  - 독일의 범죄인 에리히 프리프케
  - 독일의 축구인 부라크 카란
- 10월 13일 - 일본의 만화가, 일러스트레이터, 시인 야나세 다카시
- 10월 15일 - 프랑스의 축구인 브뤼노 메취
- 10월 18일
  - 대한민국의 교육자 백남주
  - 대한민국의 양궁인 신현종
  - 미국의 배우 메리 카버
- 10월 19일 - 러시아의 창던지기 선수 빅토르 치불렌코
- 10월 20일
  - 대한민국의 드러머 주찬권
  - 미국의 경제학자 로런스 클라인
  - 미국의 배우, 댄서 래리 토머스
- 10월 22일 - 대한민국의 한국학자 김열규
- 10월 23일 - 영국의 조각가 앤서니 카로
- 10월 24일
  - 미국의 군인 프랭크 퍼콘테
  - 미국의 네오테닉 콤플렉스 증후군 환자 브룩 그린버그
- 10월 25일
  - 미국의 미술 평론가, 철학자 아서 단토
  - 미국의 배우, 성우 마샤 월리스
  - 미국의 영화 감독, 배우 할 니드햄
- 10월 26일 - 대한민국의 드라마 연출감독 장형일
- 10월 27일 - 미국의 록 가수 루 리드
- 10월 28일
  - 일본의 야구인 가와카미 데쓰하루
  - 폴란드의 정치인 타데우시 마조비에츠키